# Campeonato Sudamericano Sub-20 de 1985
El Campeonato Sudamericano de Fútbol Sub-20 de 1985, se llevó a cabo en Paraguay, en la ciudad de Asunción entre el 8 y el 30 de enero de ese mismo año.
En este certamen las selecciones de Brasil, Paraguay y Colombia obtuvieron sus respectivas plazas para la Copa Mundial de Fútbol Sub-20 de 1985 organizada por la ex-Unión Soviética.

## Participantes
Participaron en el torneo los equipos representativos de las 10 asociaciones nacionales afiliadas a la Confederación Sudamericana de Fútbol:
| Equipos participantes | Equipos participantes | Equipos participantes | Equipos participantes | Equipos participantes |
| --------------------- | --------------------- | --------------------- | --------------------- | --------------------- |
| Argentina             | Bolivia               | Brasil                | Chile                 | Colombia              |
| Ecuador               | Paraguay              | Perú                  | Uruguay               | Venezuela             |

## Fechas y resultados

### Primera fase
Los 10 equipos participantes en la primera fase se dividieron en dos grupos de cinco equipos cada uno. Luego de una liguilla simple (a una sola rueda de partidos), pasaron a segunda ronda los equipos que ocuparon las posiciones primera, segunda y tercera de cada grupo.
En caso de empate en puntos en cualquiera de las posiciones, la clasificación se determina siguiendo en orden los siguientes criterios:
- Diferencia de goles.
- Cantidad de goles marcados.
- El resultado del partido jugado entre los empatados.
- Por sorteo.

#### Grupo A
| Equipo    | Pts. | PJ | PG | PE | PP | GF | GC | Dif |
| --------- | ---- | -- | -- | -- | -- | -- | -- | --- |
| Paraguay  | 7    | 4  | 3  | 1  | 0  | 14 | 2  | 12  |
| Uruguay   | 7    | 4  | 3  | 1  | 0  | 8  | 2  | 6   |
| Ecuador   | 3    | 4  | 1  | 1  | 2  | 5  | 7  | -2  |
| Perú      | 2    | 4  | 0  | 2  | 2  | 2  | 7  | -5  |
| Venezuela | 1    | 4  | 0  | 1  | 3  | 1  | 12 | -11 |

| 8 de enero de 1985 | Ecuador | 1:1 | Perú | ?, Asunción |  |

| 9 de enero de 1985 | Paraguay | 6:0 | Venezuela | ?, Asunción |  |

| 11 de enero de 1985 | Uruguay | 2:0 | Perú | ?, Asunción |  |

| 13 de enero de 1985 | Paraguay | 4:1 | Ecuador | ?, Asunción |  |

| 14 de enero de 1985 | Uruguay | 3:0 | Venezuela | ?, Asunción |  |

| 16 de enero de 1985 | Paraguay | 3:0 | Perú | ?, Asunción |  |

| 17 de enero de 1985 | Uruguay | 2:1 | Ecuador | ?, Asunción |  |

| 19 de enero de 1985 | Perú | 1:1 | Venezuela | ?, Asunción |  |

| 20 de enero de 1985 | Paraguay | 1:1 | Uruguay | ?, Asunción |  |

| 22 de enero de 1985 | Ecuador | 2:0 | Venezuela | ?, Asunción |  |

#### Grupo B
| Equipo    | Pts. | PJ | PG | PE | PP | GF | GC | Dif |
| --------- | ---- | -- | -- | -- | -- | -- | -- | --- |
| Brasil    | 7    | 4  | 3  | 1  | 0  | 6  | 1  | 5   |
| Colombia  | 6    | 4  | 2  | 2  | 0  | 6  | 2  | 4   |
| Argentina | 4    | 4  | 1  | 2  | 1  | 5  | 3  | 2   |
| Chile     | 2    | 4  | 0  | 2  | 2  | 0  | 4  | -4  |
| Bolivia   | 1    | 4  | 0  | 1  | 3  | 1  | 8  | -7  |

| 8 de enero de 1985 | Brasil | 3:0 | Bolivia | Estadio Defensores del Chaco, Asunción |  |
|                    |        |     |         | Árbitro(s): Juan Francisco Escobar Valdez ( Paraguay ) Juez Línea = Armado Perez Hoyos ( Colombia ) Juez Línea = Jorge Oswaldo Orellana Vimos ( Ecuador ) = BRASIL: Claudio Andre Melgen TAFFAREL; Sebastiao Carlos LUCIANO( DENILSON Xavier De Azevedo ), LUIS CARLOS Angeli Do Reis, HENRIQUE Arlino Etges, Marco Aurelio Dos Santos DIDA(8); PAULO SILAS Do Prado Pereira, JOAO ANTONIO De Oliveira Martins, Jose Ferreira NETO(11); ROMARIO De Souza Faria, GERSON Pereira Da Silva(32), ANTONIO CARLOS De Vellis( Laercio RENATO Da Silva Vieira Canil); D.T. JAIR PEREIRA DA SILVA. = BOLIVIA: Victor Aragón; Romer Roca, Antonio Revuelta, Erwin Echeverria, Berthy Vaca; Francisco Takeo, Iver Valladares, Marciano Saldias; Roly Paniagua, Roger Chávez, Santos Navarro( Romulo Peña); D.T. EDUARDO GILARTE. |  |

| 9 de enero de 1985 | Argentina | 0:0 | Chile | Estadio Defensores del Chaco, Asunción |  |
|                    |           |     |       | Árbitro(s): Jose Luis Da Rosa Varela ( Uruguay ) Juez Línea = Gabriel Egidio Gonzalez Roa ( Paraguay ) Juez Línea = Walter Ernesto Chatter Capatinta ( Perú ) = ARGENTINA: Oscar Cancelarich; Nestor Lorenzo, Marcelo Asteggiano, Carlos Mayor, Miguel Fullana; Carlos Candia, Roberto Fornes( Gustavo Acosta ), Hugo Lamadrid; Daniel Ahmed( Denys Ramirez ), Adrian Paseri, Guillermo Alonso D.T. CARLOS PACHAME. = CHILE: Francisco Garrido; Francisco Rodríguez, Jorge Peciller, Omar Gomez, Joel Gustavo Molina; Ricardo Gonzalez, Juan Alberto Marquez, Raul Toro Basaez( Humberto Carlos Cruz ); Eric Lecaros, Gilberto Torres Jimenez, Ivo Basay; D.T. JUAN SOTO MURA. no dañe esto es bueno |  |

| 13 de enero de 1985 | Colombia | 2:1 | Bolivia | Estadio Defensores del Chaco, Asunción |  |
|                     |          |     |         | Árbitro(s): Orazio Di Rosa Quinta ( Venezuela ) Juez Línea = Walter Ernesto Chatter Capatinta ( Perú ) Juez Línea = Lucio Gonzalez Ortiz ( Paraguay ) = COLOMBIA: Rene Higuita; Edison Alvarez Raigoza, John Cordoba, Álvaro Nuñez, Jairo Ampudia; Wilson James Rodríguez, Jose Romeiro Hurtado(c), Rafael Alvarez Diaz, John Edison Castaño. Nelson Diaz ( Felipe Perez(68)), John Jairo Trellez(49)( Nilton Bernal) D.T. LUIS ALFONSO MARROQUIN. = BOLIVIA: Victor Aragón, Romer Roca( Santos Navrro(59)), Simon Trujillo, Erwin Echeverria( Antonio Revuelta ), Marciano Saldias; Romulo Peña, Iver Valladares, Berthy Vaca; Roly Paniagua, Roger Chávez, Francisco Takeo; D.T. EDUARDO GILARTE. |  |

| 14 de enero de 1985 | Brasil | 1:0 | Chile | ?, Asunción |  |

| 16 de enero de 1985 | Colombia | 1:1 | Argentina | ?, Asunción |  |

| 17 de enero de 1985 | Chile | 0:0 | Bolivia | ?, Asunción |  |

| 19 de enero de 1985 | Brasil | 0:0 | Colombia | ?, Asunción |  |

| 20 de enero de 1985 | Argentina | 3:0 | Bolivia | ?, Asunción |  |

| 11 de enero de 1985 | Colombia | 3:0 | Chile | ?, Asunción |  |

| 22 de enero de 1985 | Brasil | 2:1 | Argentina | ?, Asunción |  |

### Fase final
| Equipo       | Pts. | PJ | PG | PE | PP | GF | GC | Dif |
| ------------ | ---- | -- | -- | -- | -- | -- | -- | --- |
| Brasil       | 6    | 3  | 3  | 0  | 0  | 5  | 2  | 3   |
| Paraguay (*) | 3    | 3  | 1  | 1  | 1  | 6  | 4  | 2   |
| Colombia     | 3    | 3  | 1  | 1  | 1  | 6  | 4  | 2   |
| Uruguay      | 0    | 3  | 0  | 0  | 3  | 2  | 9  | -7  |

| (*) Considerado segundo debido a su rendimiento en la primera fase. |

| 25 de enero de 1985 | Brasil | 1:0 | Uruguay | ?, Asunción |  |

| 25 de enero de 1985 | Paraguay | 1:1 | Colombia | ?, Asunción |  |

| 27 de enero de 1985 | Brasil | 2:1 | Colombia | ?, Asunción |  |

| 27 de enero de 1985 | Paraguay | 4:1 | Uruguay | ?, Asunción |  |

| 30 de enero de 1985 | Brasil | 2:1 | Paraguay | ?, Asunción |  |

| 30 de enero de 1985 | Colombia | 4:1 | Uruguay | ?, Asunción |  |

| Brasil         |
| Campeón Brasil |
| Tercer título  |

## Cuadro Final
| #  | Selección | Pts. | PJ | PG | PE | PP | GF | GC | Dif. |
| 1  | Brasil    | 13   | 7  | 6  | 1  | 0  | 11 | 3  | 8    |
| 2  | Paraguay  | 10   | 7  | 4  | 2  | 1  | 20 | 6  | 14   |
| 3  | Colombia  | 9    | 7  | 3  | 3  | 1  | 12 | 6  | 6    |
| 4  | Uruguay   | 7    | 7  | 3  | 1  | 3  | 10 | 11 | -1   |
| 5  | Argentina | 4    | 4  | 1  | 2  | 1  | 5  | 3  | 2    |
| 6  | Ecuador   | 3    | 4  | 1  | 1  | 2  | 5  | 7  | -2   |
| 7  | Perú      | 2    | 4  | 0  | 2  | 2  | 2  | 7  | -5   |
| 8  | Chile     | 2    | 4  | 0  | 2  | 2  | 0  | 4  | -4   |
| 9  | Bolivia   | 1    | 4  | 0  | 1  | 3  | 1  | 8  | -7   |
| 10 | Venezuela | 1    | 4  | 0  | 1  | 3  | 1  | 12 | -11  |

## Clasificados alMundial Sub-20 URSS 1985
| Brasil | Paraguay | Colombia |
| ------ | -------- | -------- |